# Expédition 21 (ISS)
Insigne de la mission
Équipage de l'expédition 21
Chronologie
Expédition 20 Expédition 22
L'Expédition 21 est le 21e roulement de l'équipage permanent de la Station spatiale internationale (ISS). Elle commence le 11 octobre et s'achève le 1er décembre 2009.
Frank De Winne est le premier astronaute de l'ESA assumant le rôle de commandant de la station. Nicole P. Stott est le dernier membre d'un équipage permanent de la station spatiale à utiliser la navette spatiale américaine. Désormais toutes les relèves seront effectuées avec les vaisseaux russes Soyouz.
Le changement d'équipage entre l'expédition 20 et l'expédition 21 exige pour la première fois trois véhicules Soyouz arrimés à la station dans le même temps.

## Équipage
| Fonction           | Première Partie (octobre 2009 à novembre 2009) | Seconde Partie (novembre 2009 à décembre 2009) |                                          |
| ------------------ | ---------------------------------------------- | ---------------------------------------------- | ---------------------------------------- |
| Commandant         | Frank De Winne, ESA 2e vol spatial             | Frank De Winne, ESA 2e vol spatial             | Frank De Winne, ESA 2e vol spatial       |
| Ingénieur de vol 1 | Roman Romanenko, RSA 1er vol spatial           | Roman Romanenko, RSA 1er vol spatial           | Roman Romanenko, RSA 1er vol spatial     |
| Ingénieur de vol 2 | Robert Thirsk, CSA 2e vol spatial              | Robert Thirsk, CSA 2e vol spatial              | Robert Thirsk, CSA 2e vol spatial        |
| Ingénieur de vol 3 | Jeffrey N. Williams, NASA 3e vol spatial       | Jeffrey N. Williams, NASA 3e vol spatial       | Jeffrey N. Williams, NASA 3e vol spatial |
| Ingénieur de vol 4 | Maxime Souraïev, RSA 1er vol spatial           | Maxime Souraïev, RSA 1er vol spatial           | Maxime Souraïev, RSA 1er vol spatial     |
| Ingénieur de vol 5 | Nicole P. Stott, NASA 1er vol spatial          |                                                |                                          |

## Galerie

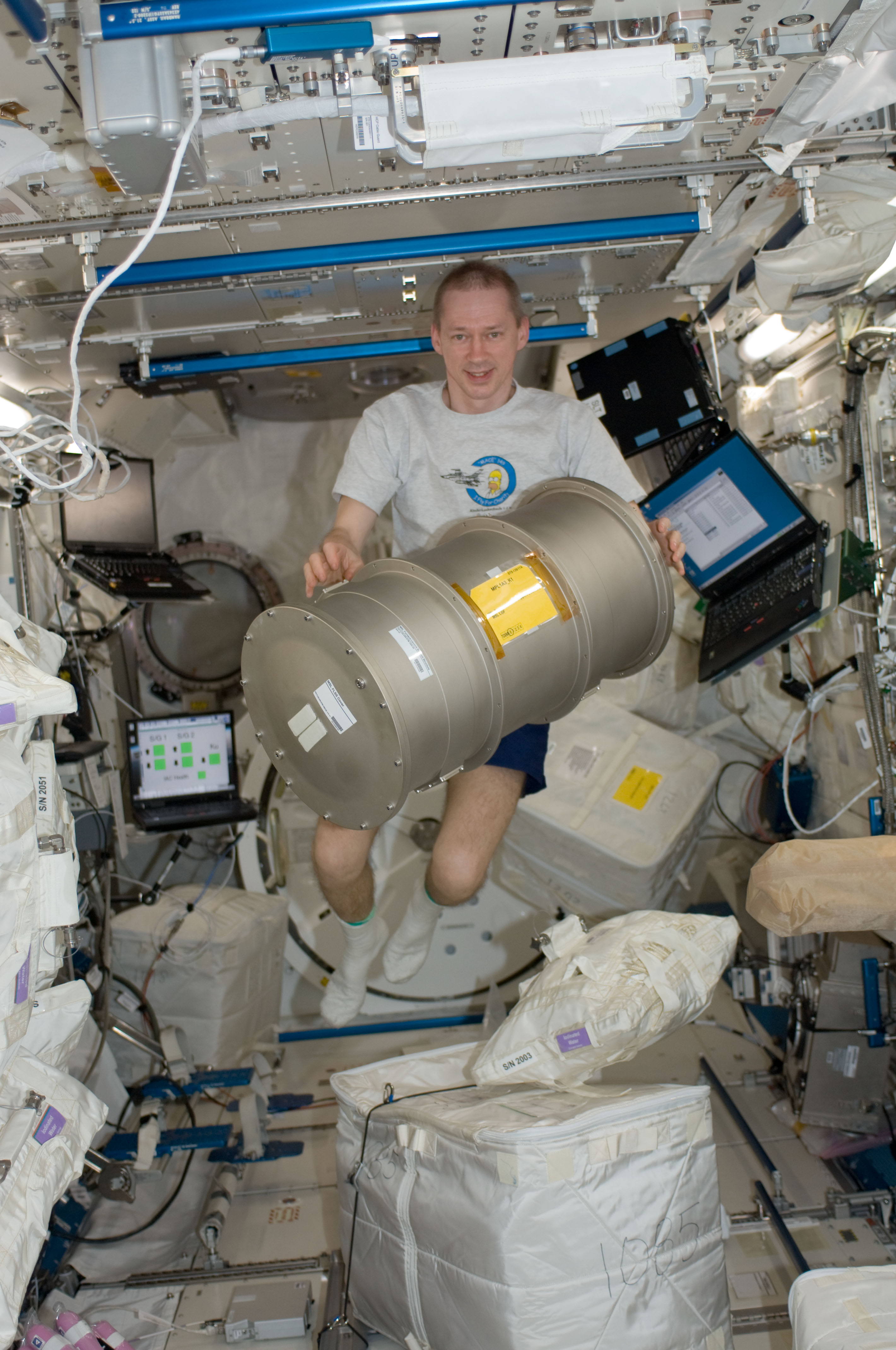
Manutention de matériel dans le module Kibo (14 octobre)
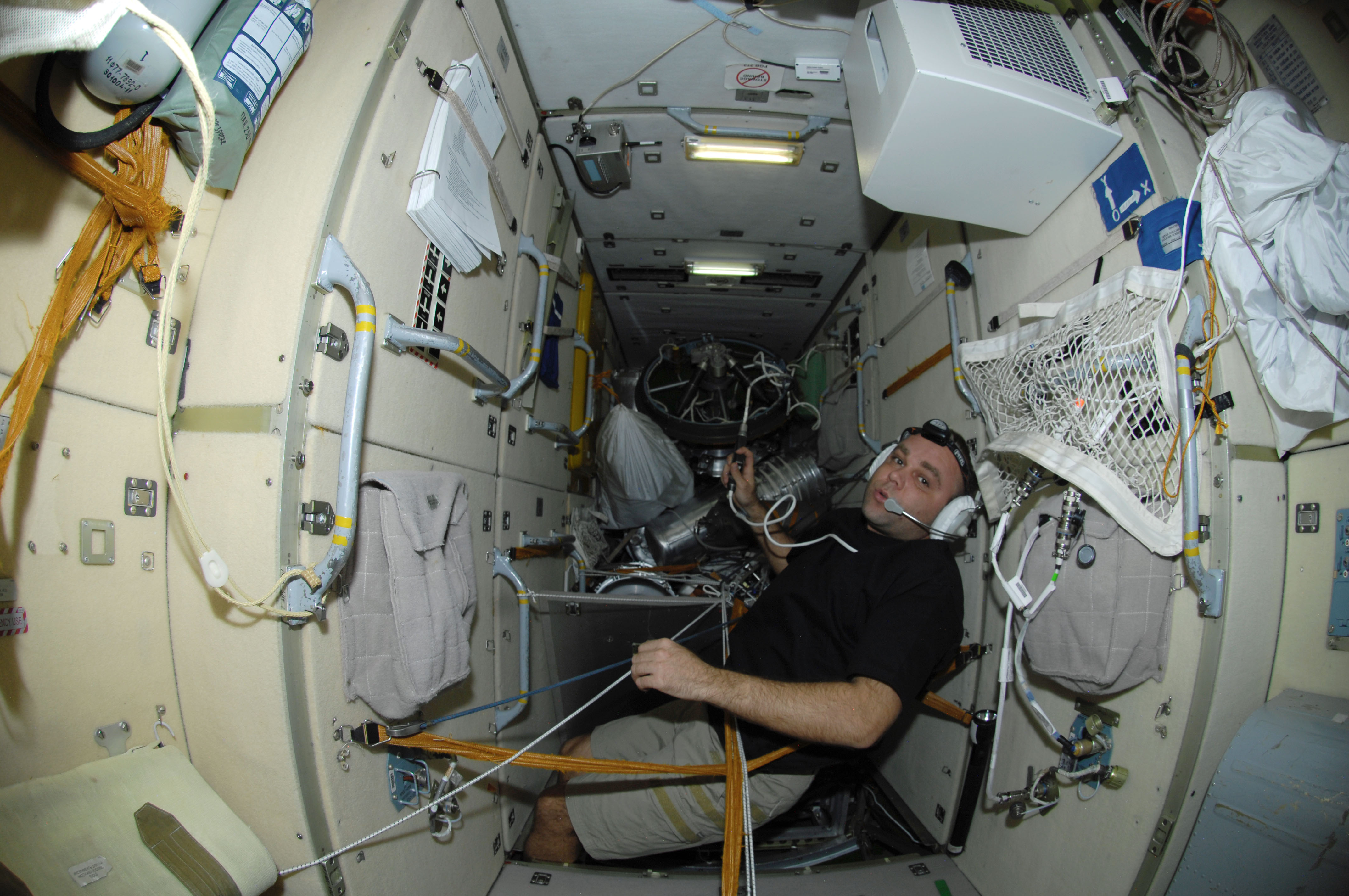
Maxim Souraiev à la radio dans le module  Zarya (21 octobre)
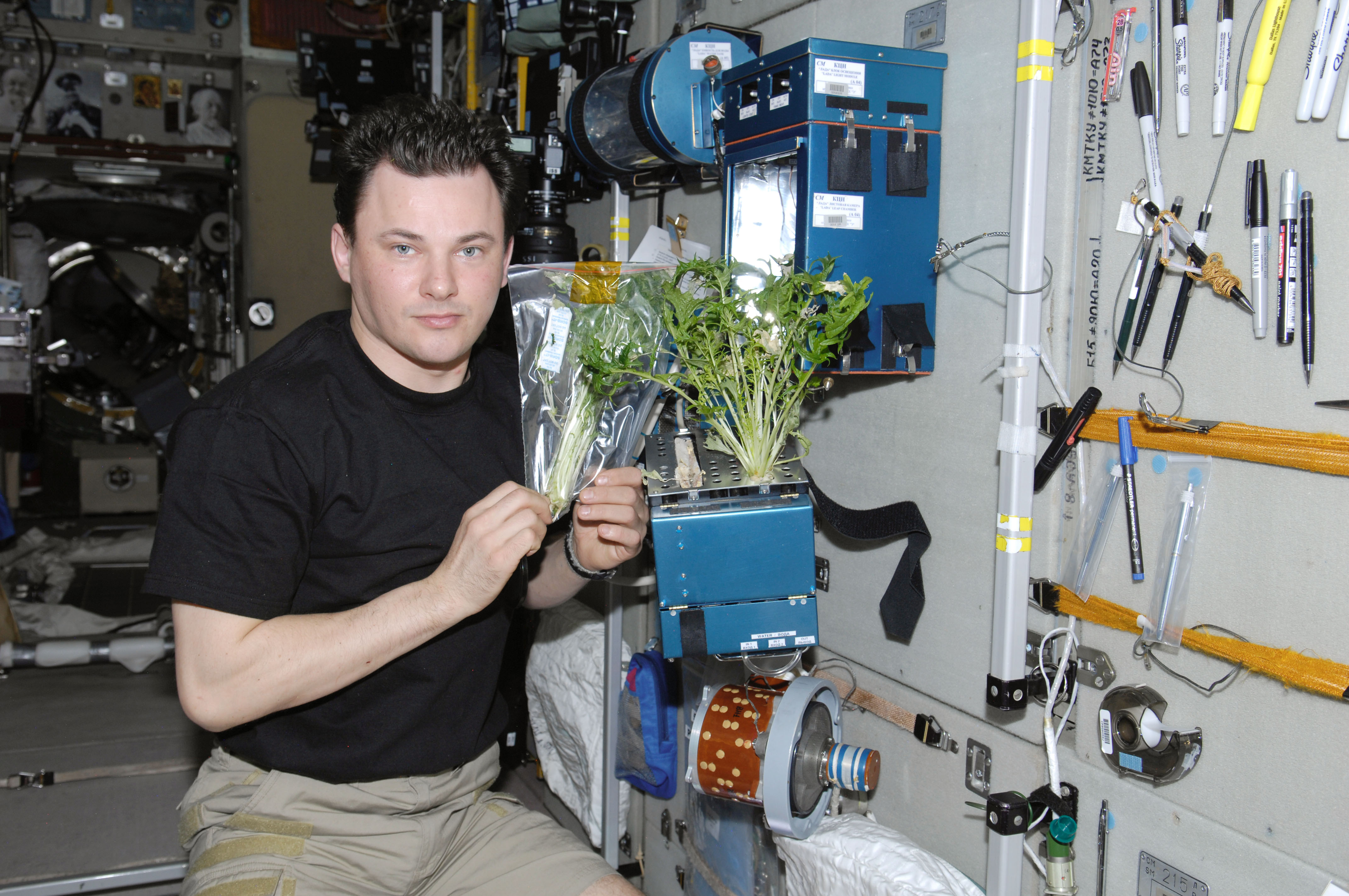
Roman Romanenko et les plantes de l'expérience BIO-5 dans le module Zvevda (26 octobre)
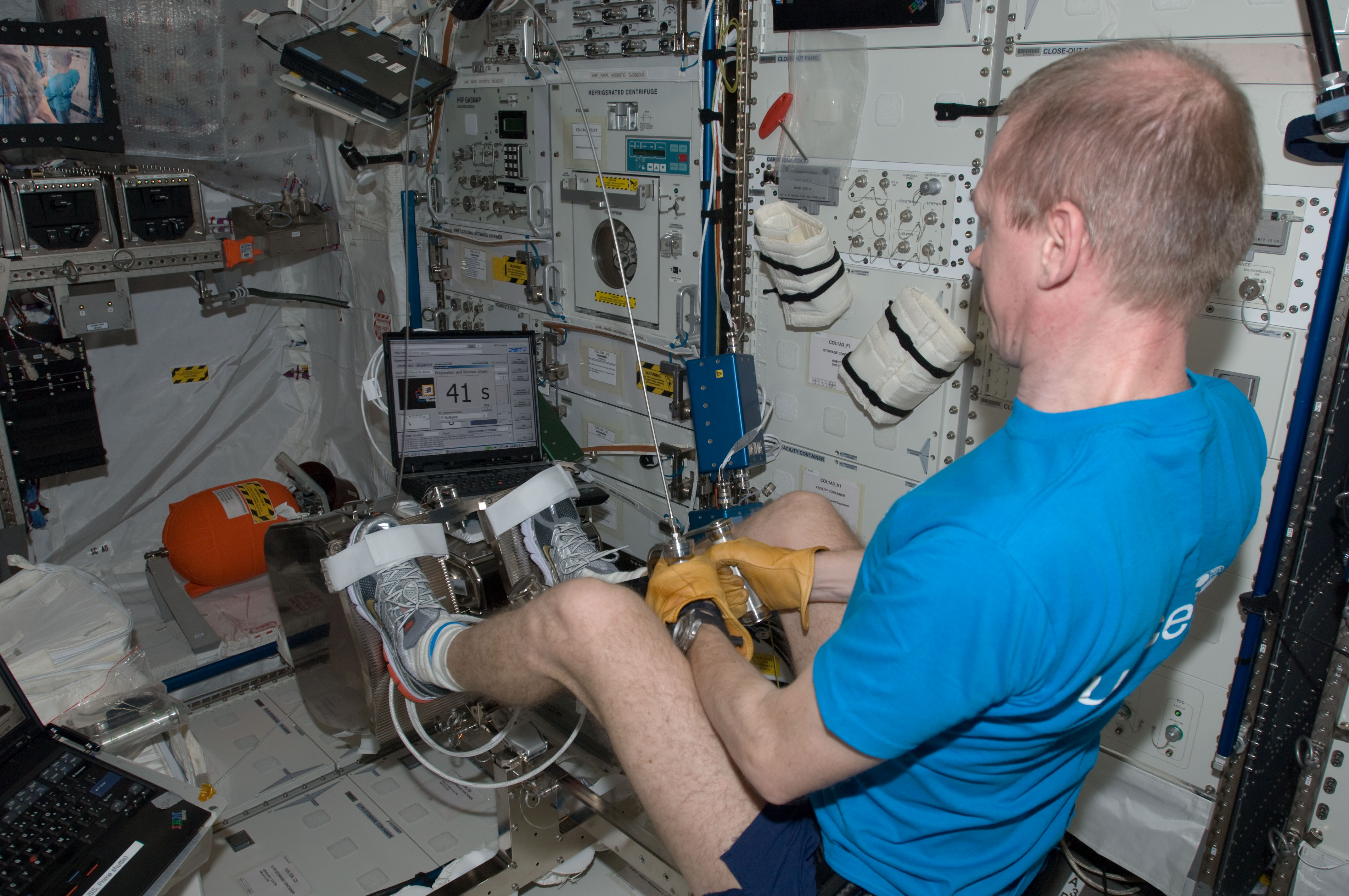
Frank de Winne sur Flywheel Exercise Device (FWED) dans le module Columbus (28 octobre)
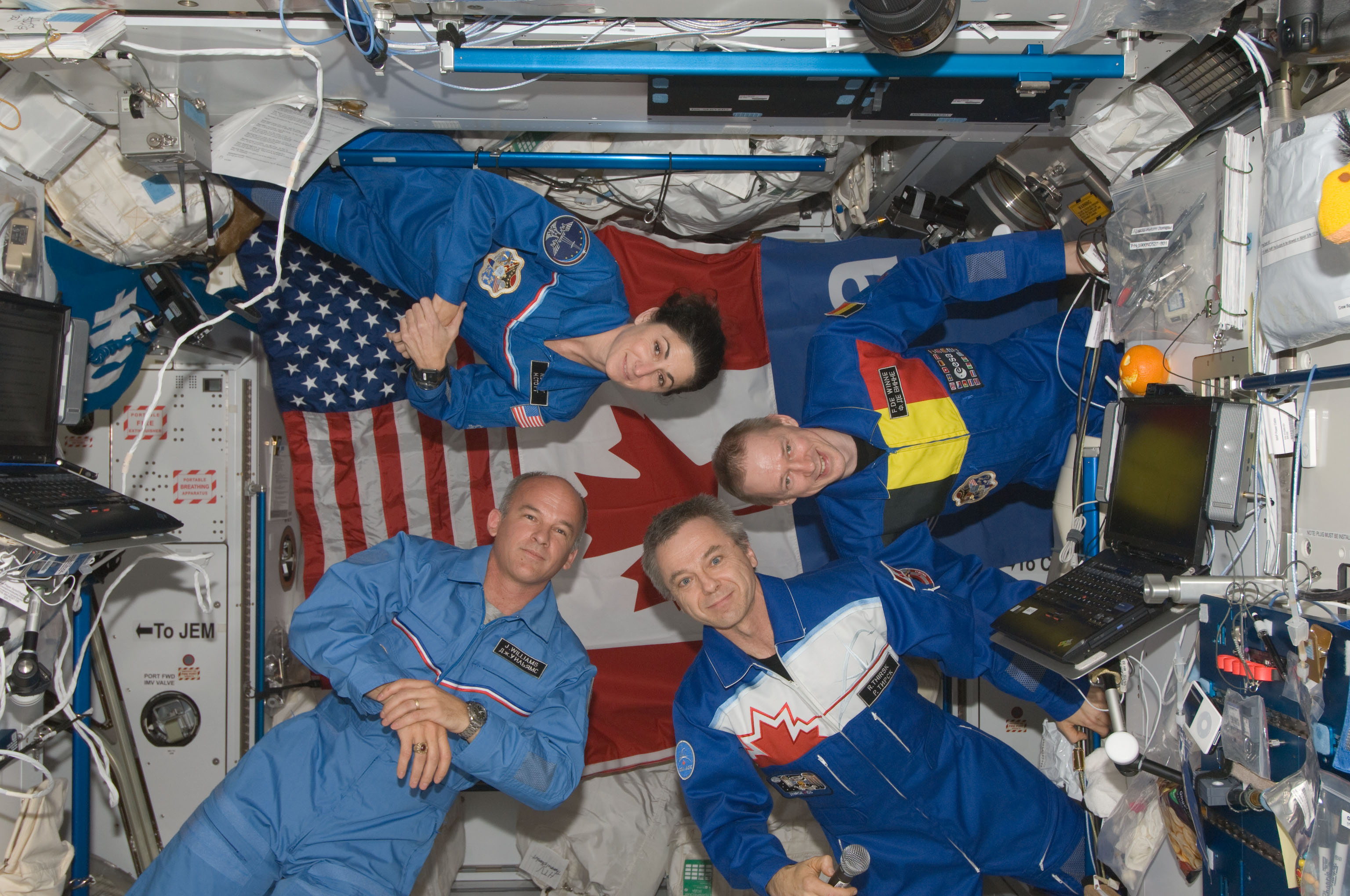
Pose de l'équipage sauf Romanenko (28 octobre)
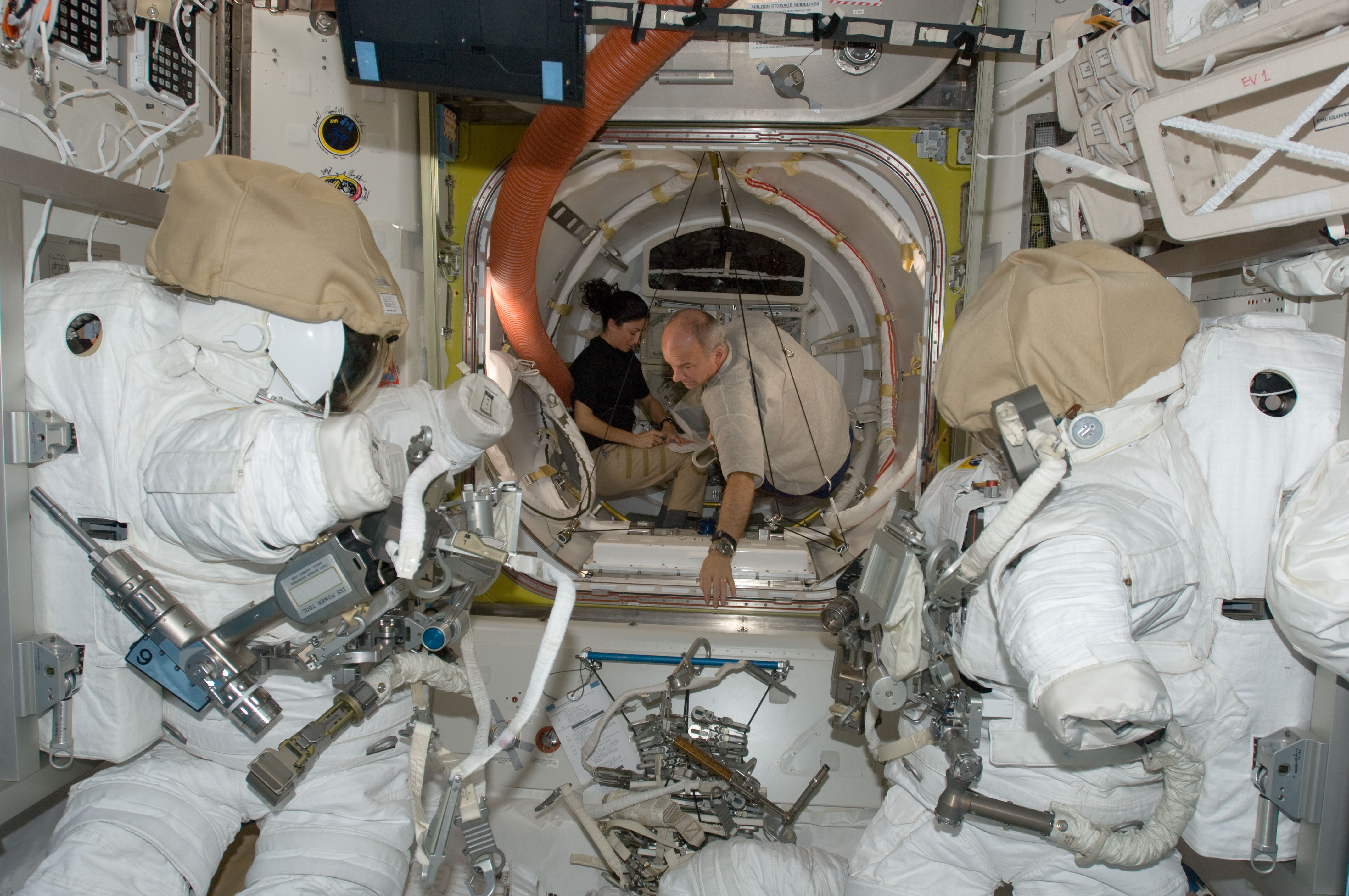
Travail dans le module Quest (2 novembre)
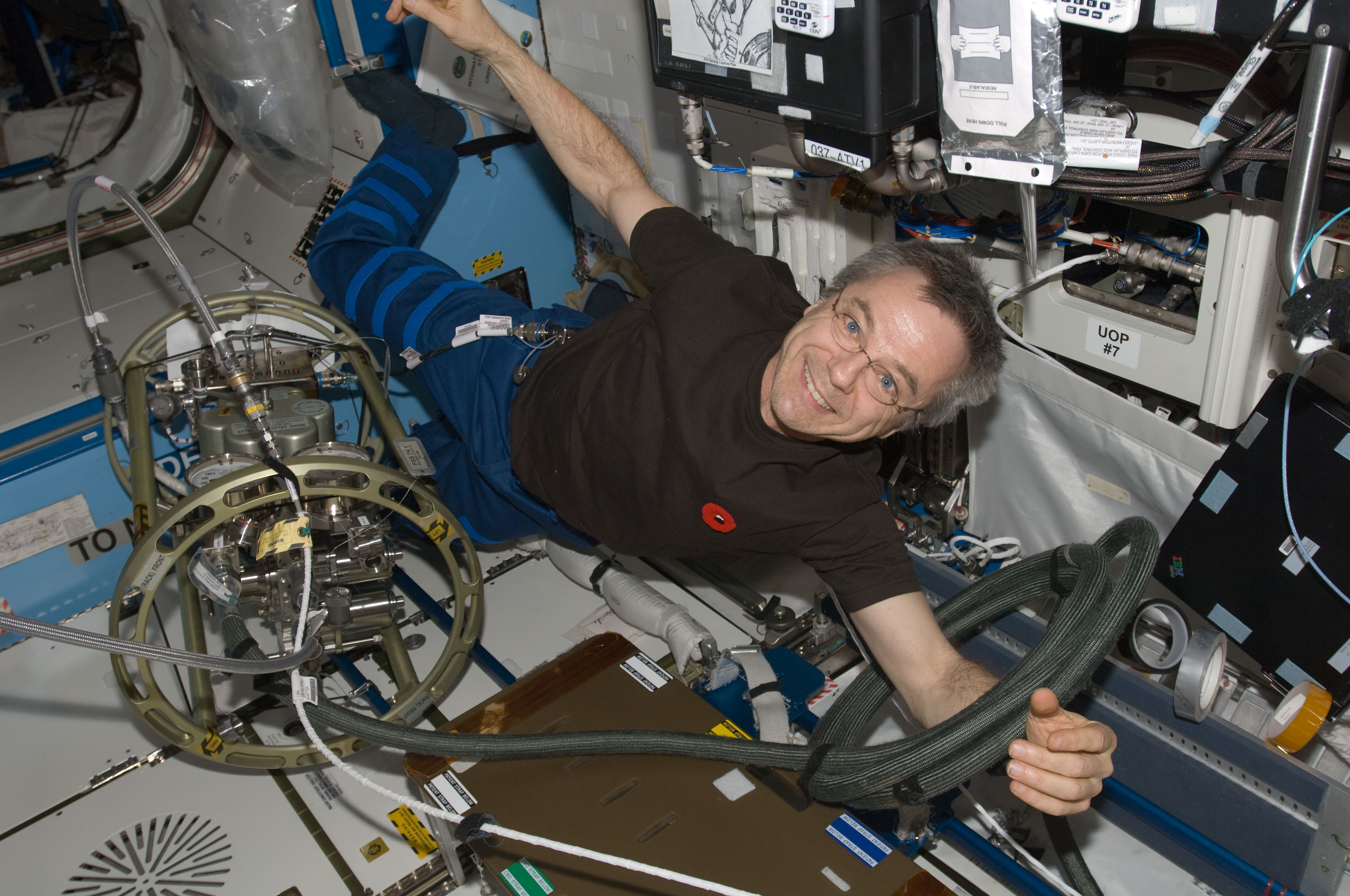
Robert Thirsk refait le plein de fluide du circuit de climatisation (5 novembre)
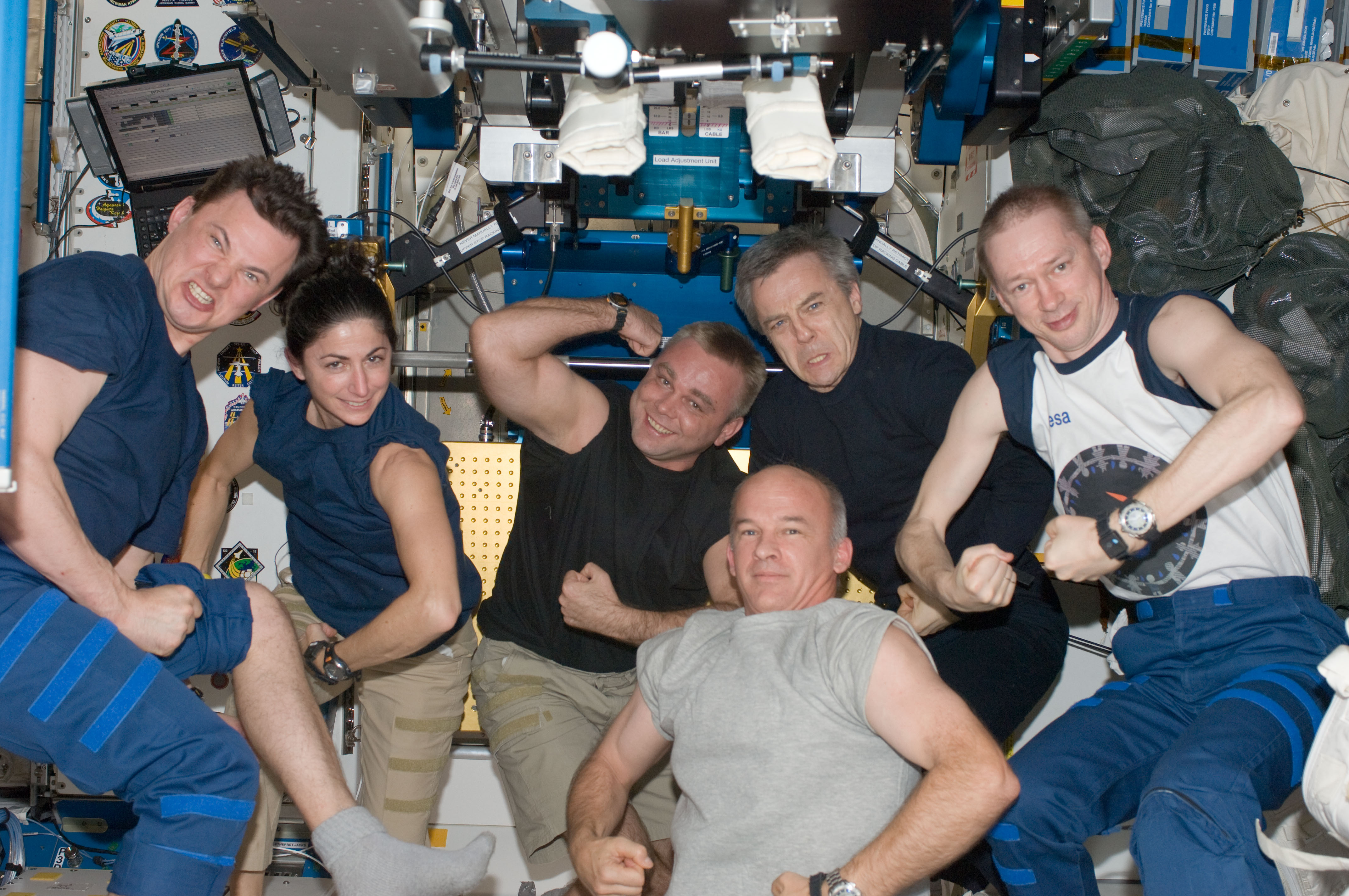
Pose de l'équipage devant Colbert appareil d'entretien physique (15 novembre)
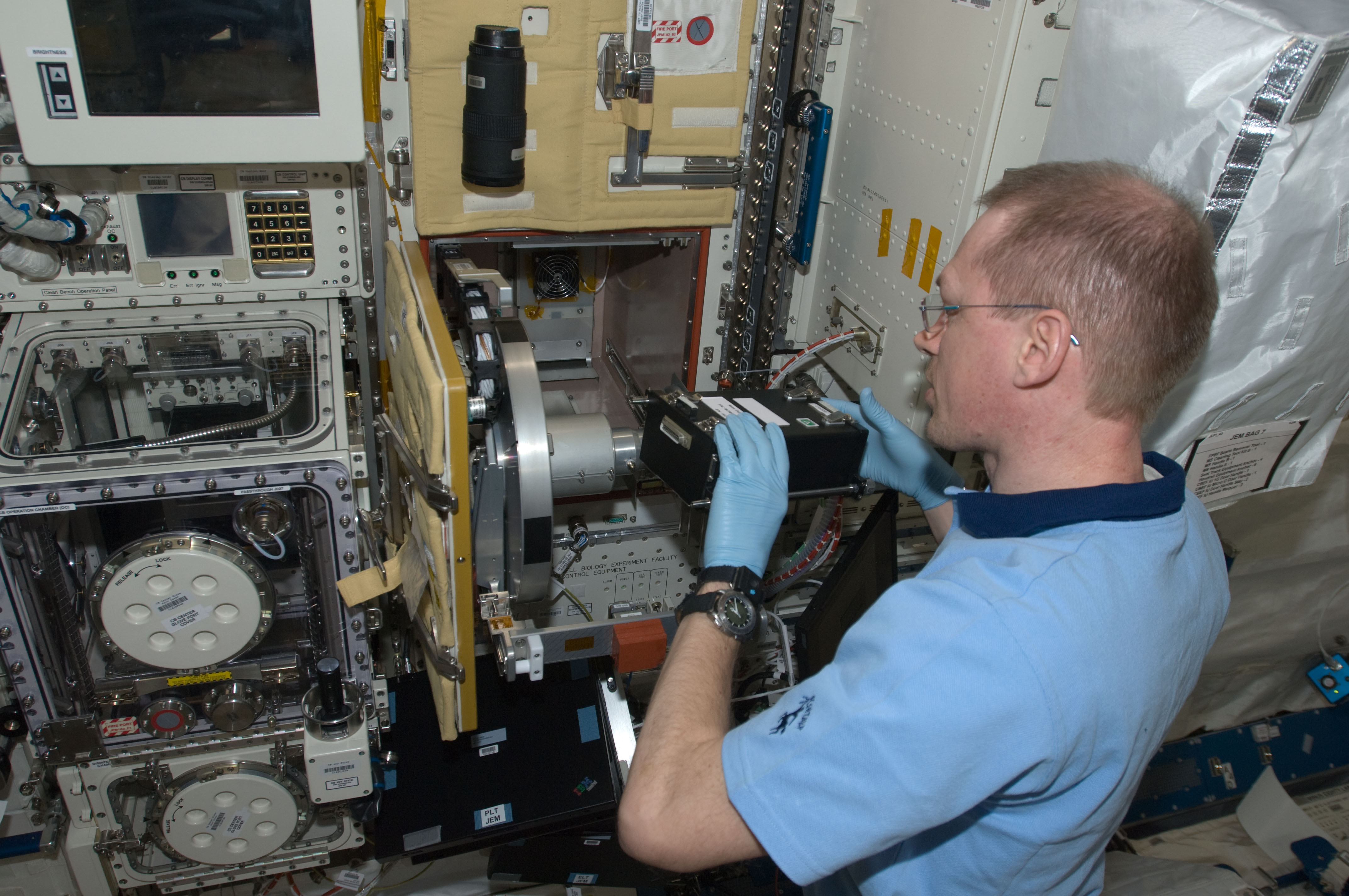
Frank de Winne avec l'expérience RadSilk dans le module Kibo  (17 novembre)
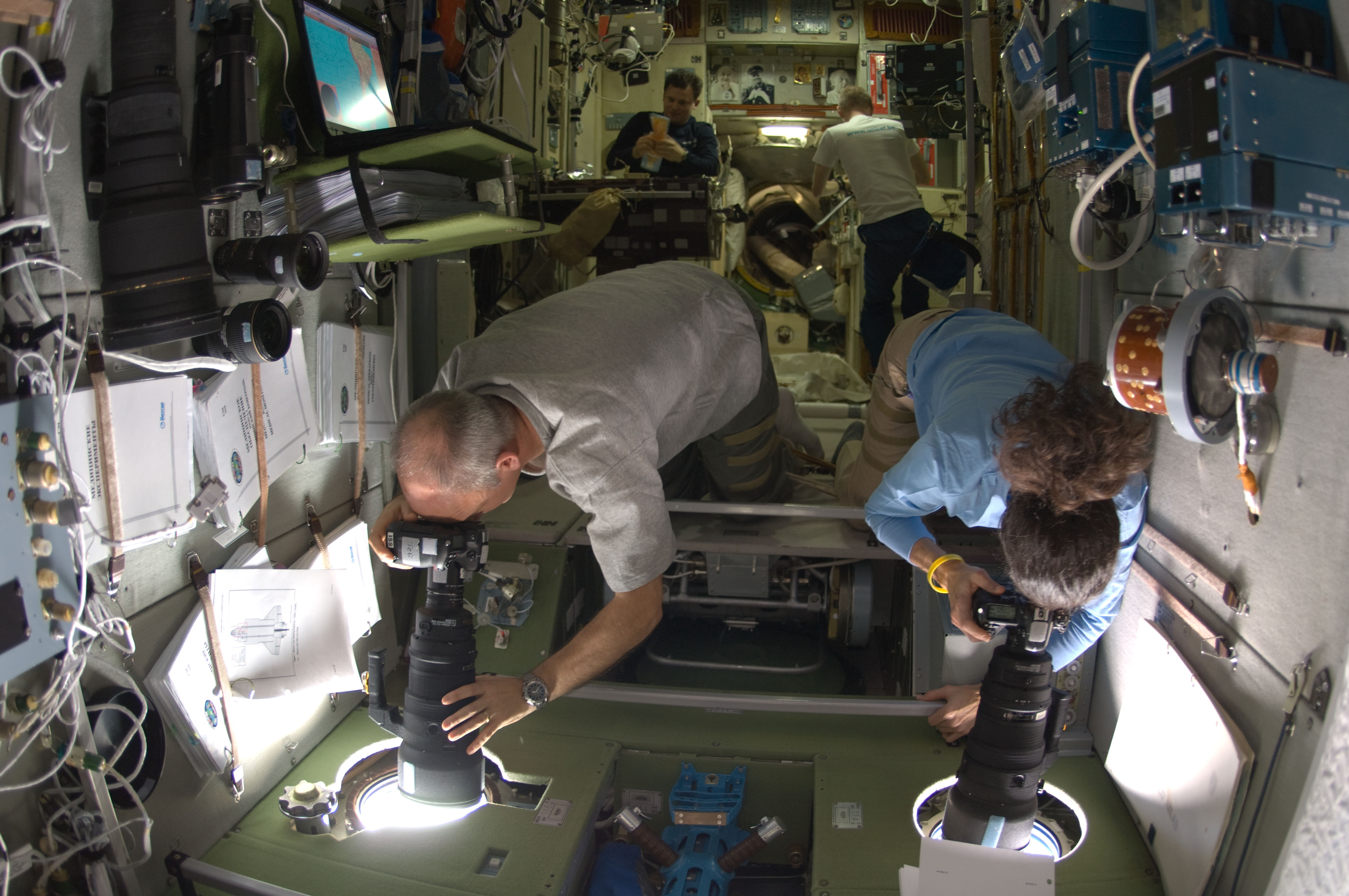
Séance photo dans le module Zvevda durant l'approche de la navette STS-129 (18 novembre)
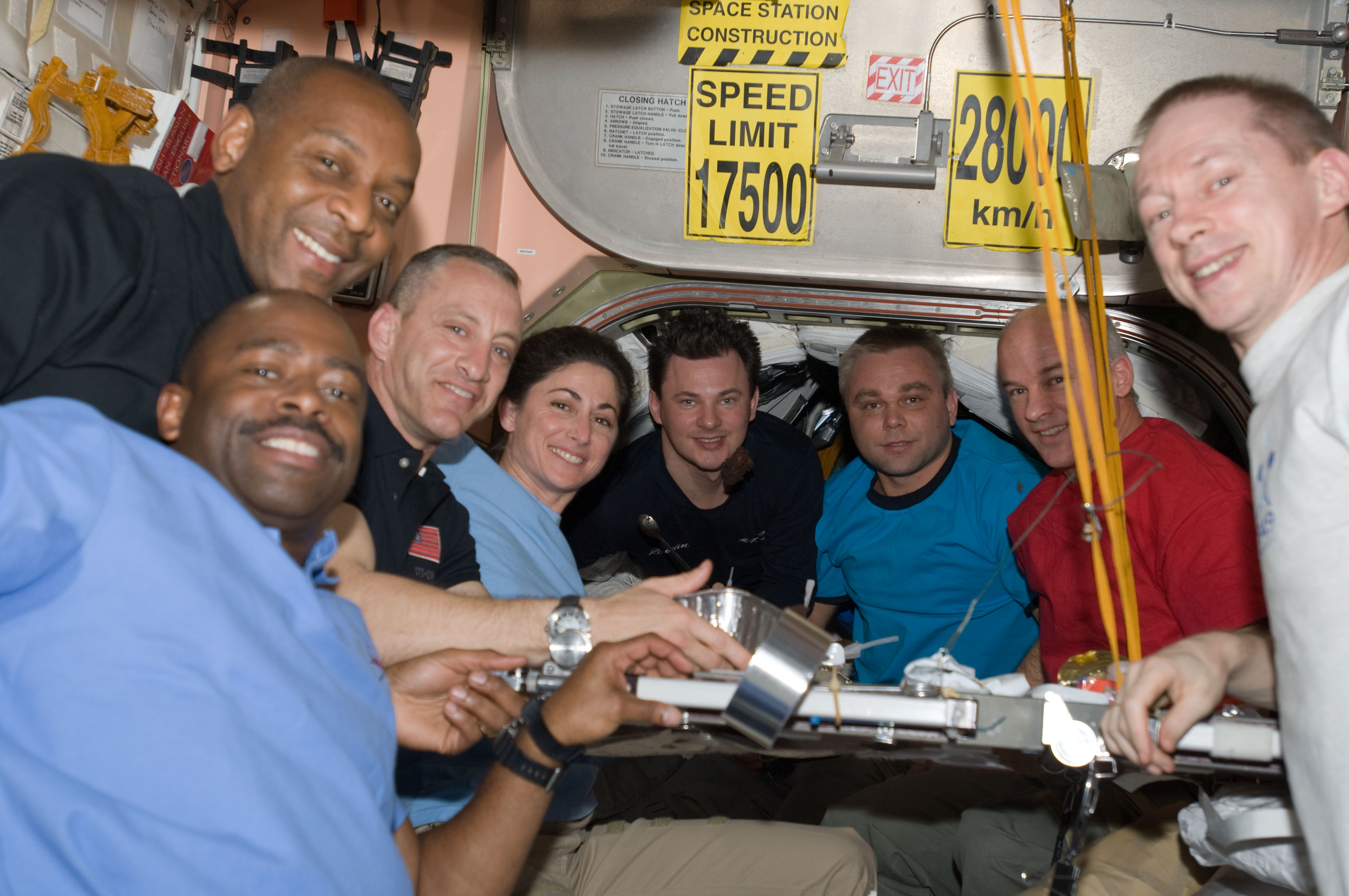
Pose d'une partie de l'équipage permanent et de celui de la mission STS-129 (20 novembre)
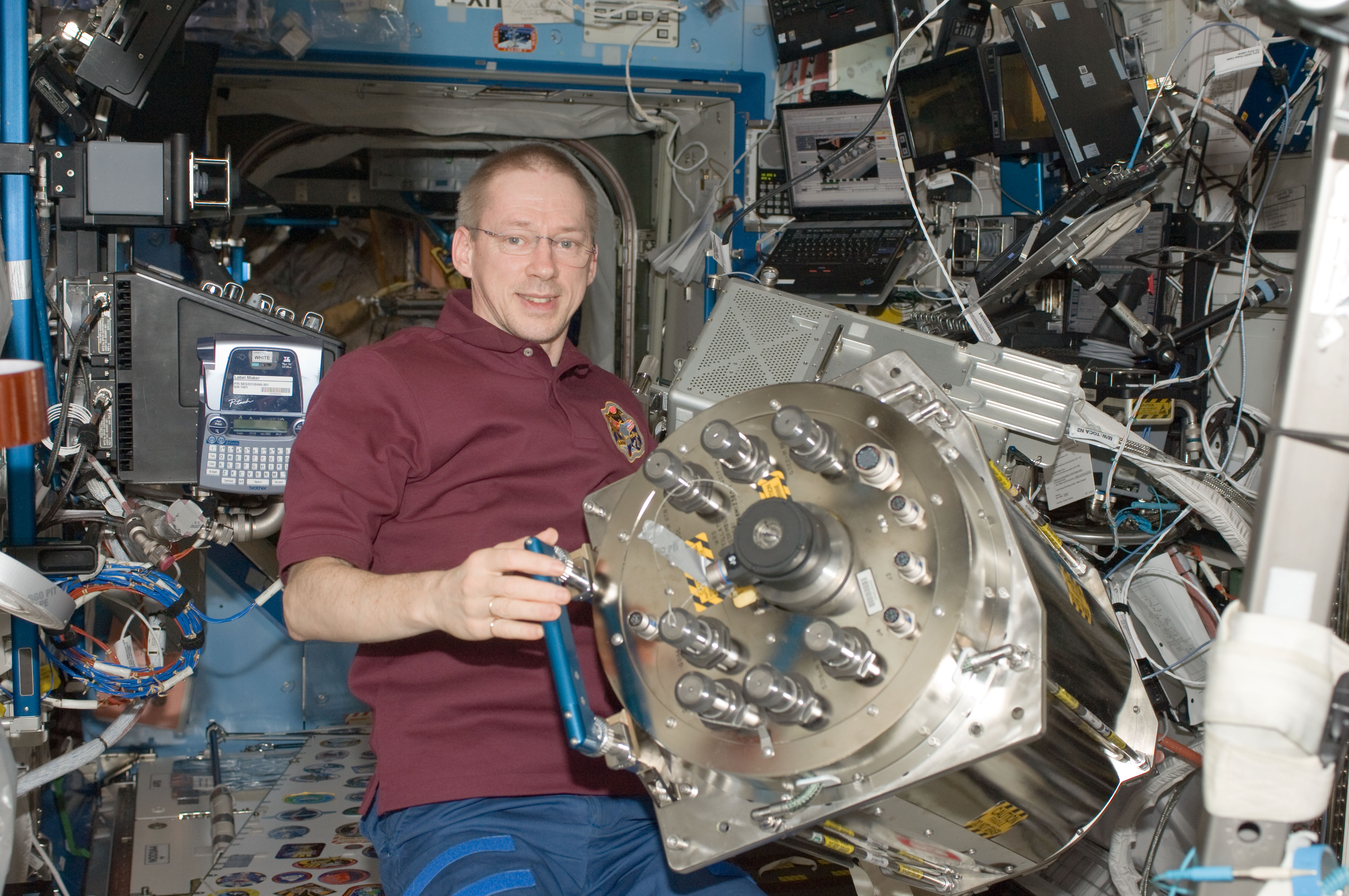
Frank de Winne a démonté le système de recyclage de l'urine en panne (23 novembre)
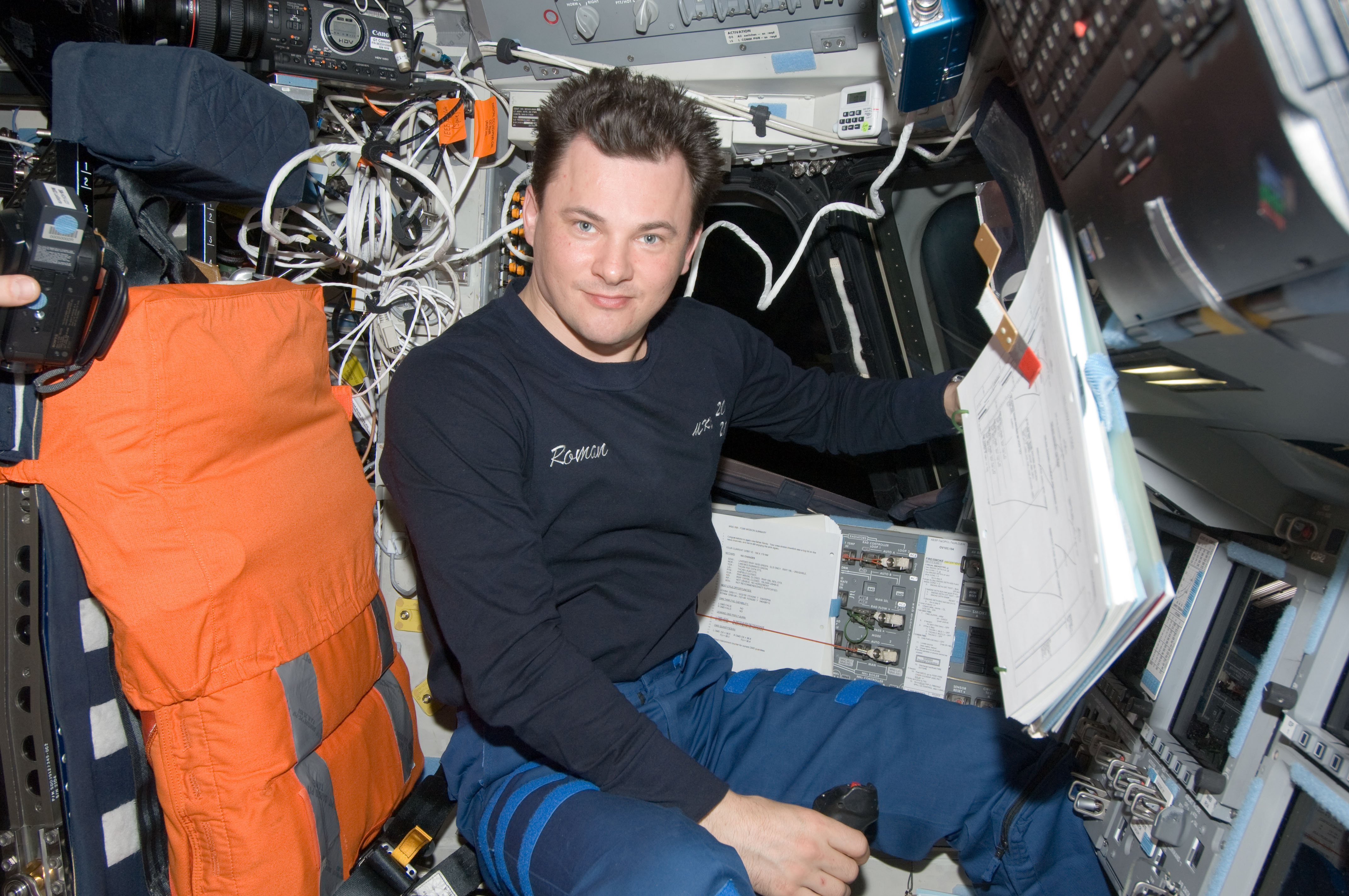
Roman Romanenko dans le poste de pilotage de la navette spatiale (23 novembre)